# Gare de Châteauroux
La gare de Châteauroux est une gare ferroviaire française des lignes des Aubrais - Orléans à Montauban-Ville-Bourbon et de Joué-lès-Tours à Châteauroux, située sur le territoire de la commune de Châteauroux, dans le département de l'Indre, en région Centre-Val de Loire.
C'est une gare de la Société nationale des chemins de fer français (SNCF), desservie par les trains des réseaux Intercités et TER Centre-Val de Loire.

## Situation ferroviaire
Établie à 154 mètres d'altitude, la gare de Châteauroux est située au point kilométrique (PK) 264,064 de la ligne des Aubrais - Orléans à Montauban-Ville-Bourbon, entre les gares ouvertes de Neuvy-Pailloux et de Luant. Elle est séparée de Neuvy-Pailloux par la gare de Montierchaume aujourd'hui ouverte uniquement au trafic fret et par la gare fermée de Déols.
Gare de bifurcation, elle est aussi le terminus au PK 353,981 de la ligne de Joué-lès-Tours à Châteauroux, après la gare de Saint-Maur, utilisées toutes les deux uniquement pour le trafic fret. Elle est également l'origine de la ligne de Châteauroux à La Ville-Gozet, au PK 262,334, ligne non exploitée sur la partie subsistante de Châteauroux à La Châtre.

## Histoire
La section de Vierzon à Châteauroux de la ligne des Aubrais - Orléans à Montauban-Ville-Bourbon fut inaugurée le 15 novembre 1847.
Pour accélérer sa mise en exploitation, des bâtiments provisoires en planches constituèrent la première gare, de même qu'à Reuilly et Issoudun. Les bâtiments définitifs furent ensuite rapidement réalisés. la gare fut construite en 1852, de même que les ouvrages ferroviaires nécessaires au fonctionnement technique et à la sécurité.
Avec la réalisation de la ligne de Tours à Montluçon, entre 1878 et 1884, Châteauroux développa son importance ferroviaire et ses installations : dépôt, triage, aiguillages…
En 1888, la recette de la gare est de 939 346 francs.
Le 14 mars 1939, un train de marchandises a heurté un bœuf entre la gare de Châteauroux et le « pont de Bryas », ce qui le fera dérailler. Malheureusement, le train rapide (voyageurs) no 67, circulant à proximité, entra en collision avec le train de marchandises. Cet accident a fait 19 morts. Un jeune stagiaire de 25 ans, qui faisait fonction de sous-chef de gare, est inculpé pour « blessures et homicides par imprudence ».
Témoignage d'un journaliste de l'époque à La Dépêche du Centre :

« Quel horrible spectacle ! On ne sait quels mots employer pour décrire les scènes qui se déroulent sous nos yeux. La paroi gauche du wagon de 3e classe a été arrachée sur toute sa longueur et rejetée sur le ballast et sous les roues du wagon métallique. On ne distingue plus que couvertures, bras, jambes, enchevêtrés parmi les ressorts et le crin des banquettes ». Il y a aussi des miraculés, comme cette femme, blessée. « La malheureuse, qui avait conservé toute sa présence d'esprit, était étendue parmi trois ou quatre cadavres, dont celui de son mari. Elle marque une défaillance, car voilà déjà plus d'une heure qu'elle est dans cette position. On lui fait absorber une nouvelle rasade de rhum. »

La gare de Châteauroux fut bombardée le 17 août 1944 par l'aviation anglo-canadienne. Un jeune fut tué et la gare subit des dégâts importants, incluant notamment la destruction de la marquise qui abritait les quais.
La gare routière a été construite en 1958. Des améliorations ont été apportées à la gare au cours des années. Il apparut toutefois nécessaire, dans les années 1980, d'engager des travaux importants de modernisation.
En 1985, un poste à commande automatisée a été mis en service. Le 21 novembre 1987, la gare entièrement rénovée (en particulier dans sa partie la plus visible par le public, l'accueil voyageurs) est inaugurée.
Châteauroux fut desservie par des TGV, du 9 décembre 2007 au 30 mai 2016, qui circulaient entre Brive-la-Gaillarde et Lille.

### Fréquentation
Selon les estimations de la SNCF, la fréquentation annuelle de la gare figure dans le tableau ci-dessous.
| Année               | 2014    | 2015    | 2016    | 2017    | 2018    | 2019    | 2020    | 2021    | 2022    | 2023    |
| ------------------- | ------- | ------- | ------- | ------- | ------- | ------- | ------- | ------- | ------- | ------- |
| Nombre de voyageurs | 784 797 | 784 887 | 751 042 | 787 944 | 728 454 | 805 216 | 560 045 | 617 397 | 733 059 | 734 307 |

## Service des voyageurs

### Accueil
Gare SNCF, elle dispose d'un bâtiment voyageurs avec guichet, de distributeurs automatiques de titres de transport régionaux, d'un espace d'attente en gare chauffé avec places assises, d'un espace d'attente sur les quais avec places assises abritées, de toilettes, de cabine téléphonique, de boîte aux lettres et du Wi-Fi en gare.
Elle est équipée :
- d'un quai latéral (quai 1) qui mesure 510 m de long et qui encadre la voie A ;
- d'un quai central (quai 2) qui mesure 470 m de long et qui encadre les voies 1 et 2 ;
- d'un quai central (quai 3) qui mesure 470 m de long (voie 1) et 325 m de long (voie D)[10].

Le changement de quai se fait par un passage souterrain.
La gare dispose de voies de service.

### Desserte

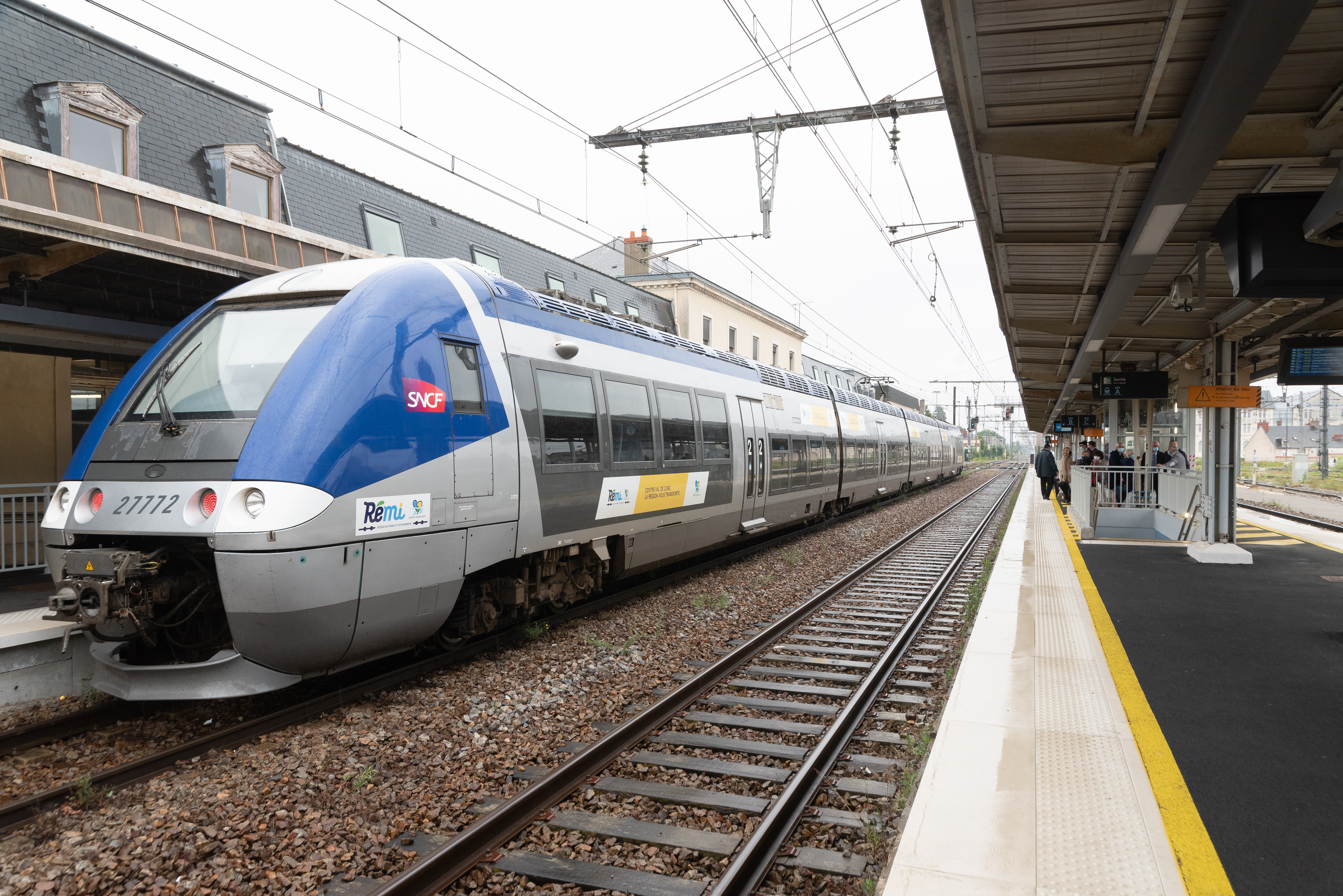
Une rame ZGC du TER Centre-Val de Loire.

Châteauroux est desservie par des trains Intercités, qui circulent entre Paris, Limoges et Toulouse. Pour cette desserte, le type de matériel utilisés sont des locomotives électriques BB 26000, tirant des voitures Intercités.
Au niveau régional, Châteauroux est desservie par des trains TER Centre-Val de Loire, qui circulent entre Orléans, Vierzon, Châteauroux et Limoges.

### Intermodalité
La gare est desservie par les lignes 1, 2, 3, 4, 6, 10, A, B, F1, F2 et F3 du réseau de bus Horizon, les lignes A, B, D, F, I, N, Q, S et V du Réseau de mobilité interurbaine et par les lignes 1.3, 2.4, 4.2 et 4.3 du réseau d'autocars TER Centre-Val de Loire.
Un parc de stationnement pour les véhicules motorisés (100 places) et les vélos y est aménagé.

## Service des marchandises

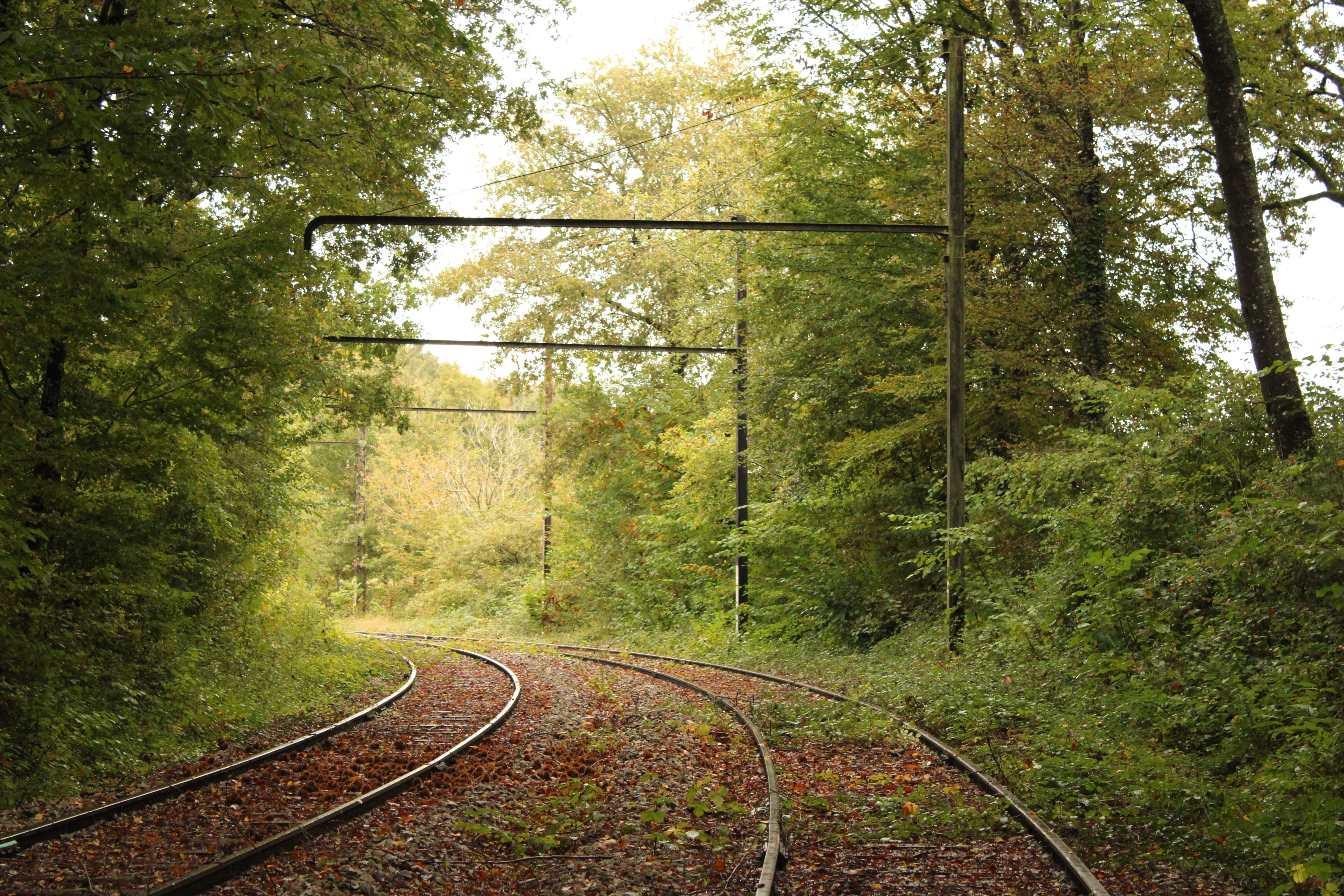
Sortie de l'embranchement de la Malterie.

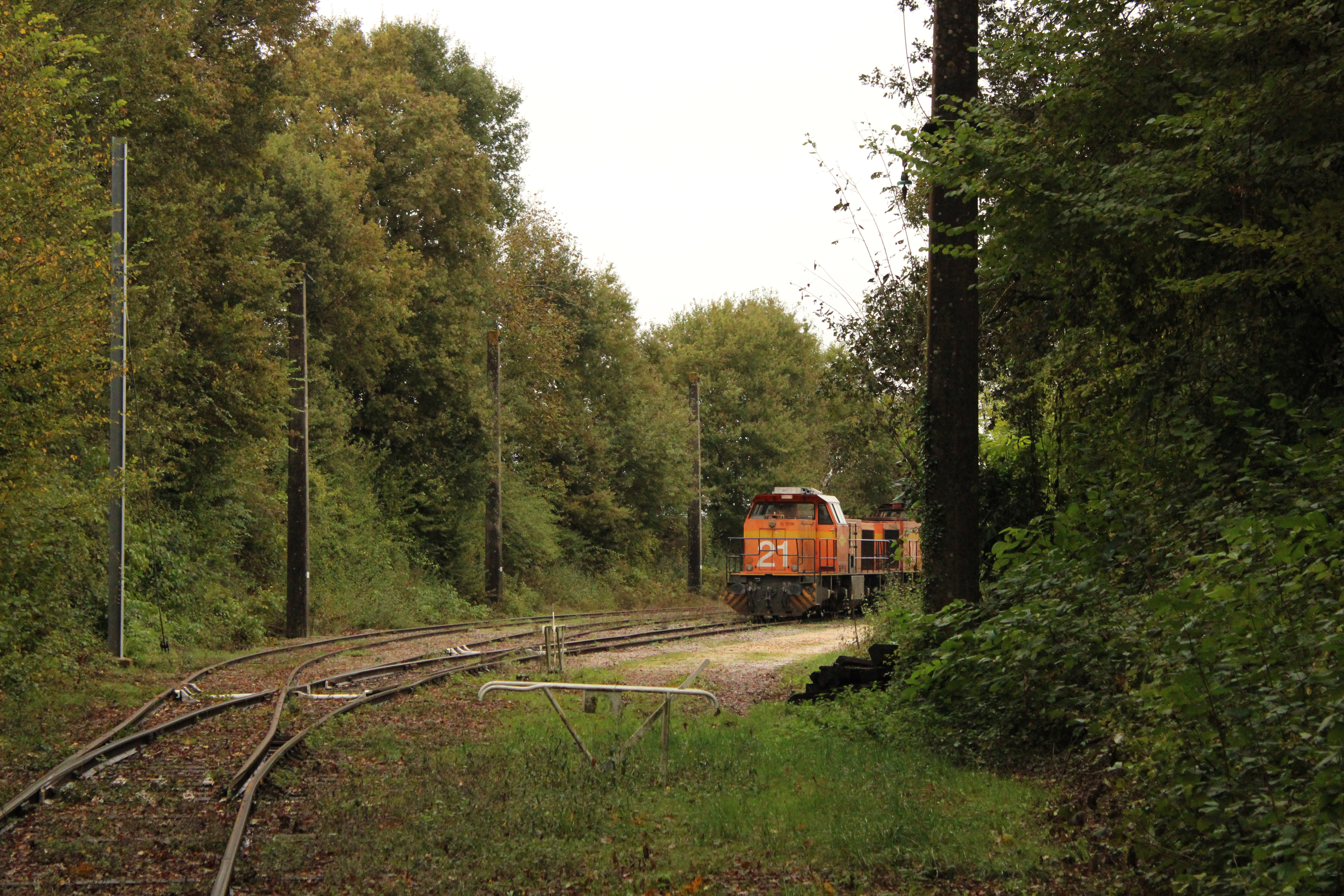
Entrée de l'embranchement de la Martinerie.

Cette gare est ouverte au service du fret ; elle dessert quatre embranchements particuliers (ITE)
Dans l'ordre, du nord au sud, il y a :
- la ligne de Châteauroux à Argy (via Buzançais), desservie par des trains de céréales ;
- la ligne de Châteauroux à Ardentes, qui desservait les usines de l'est de Châteauroux, ainsi que le silo d'Ardentes. L'embranchement est aujourd'hui condamné ;
- l'embranchement de la Malterie (ZI et Aéroport). L'embranchement est aujourd'hui condamné, tandis que la caténaire auparavant présente a été retirée ;
- l'embranchement de la Martinerie, desservi par des trains Millet entre Châteauroux et la Martinerie ; la caténaire auparavant présente a été retirée.